# Ca n'Iscle (Vidreres)
Ca n'Iscle és un edifici del municipi de Vidreres (Selva) que forma part de l'Inventari del Patrimoni Arquitectònic de Catalunya.

## Descripció
És un edifici que desemboca i comunica amb dos punts estratègics del nucli urbà de Vidreres com són: per una banda, la façana principal amb el carrer Pompeu Fabra; mentre que per l'altra, la cantonada amb la Plaça de l'Església i tanmateix amb el carrer Àngel Guimerà. Edifici de tres plantes, més golfes, dividit per tres faixes horitzontals d'estuc de guix, subdividint per tant l'espai físic del propi edifici en: planta baixa, la qual recull el portal d'accés i tres finestres, rectangulars de similar tipologia, amb un simple emmarcament motllurat i un ampit de ferro forjat.
La primera planta, disposa de dues grans obertures rectangulars, projectades com a balcó, amb barana de ferro forjat i amb un simple emmarcament motllurat i lleument repujat. La segona planta, recull els mateixos trets i particularitats presents en la planta anterior, amb l'única diferència que les finestres són sensiblement més reduïdes. Finalment, la tercera planta, és projectada com a golfes amb tres obertures minúscules. La part lateral de l'edifici que desemboca al carrer Àngel Guimerà, en el sector de la planta baixa, en un dels balcons centrals, en la barana de ferro forjat, apareix una inscripció interessant, com és les inicials del fundador o constructor de la casa "B F", acompanyat de la data de construcció de l'edifici "1863".